# David Ettedgui
David Ettedgui (né le 31 août 1974 à Montréal, Québec) est un analyste de hockey, ancien agent de joueurs professionnels, homme d’affaires et personnalité médiatique canadienne. Il est principalement connu pour ses interventions sur les ondes de BPM Sports ainsi que pour sa carrière d’agent de joueurs dans la LNH, où il a représenté plusieurs athlètes de premier plan.

## Carrière comme agent de joueurs
David Ettedgui commence sa carrière comme agent en 2009, après avoir été introduit dans le milieu par Georges Laraque. Il est affilié à l’agence The Sports Corporation (T.S.C.) et certifié par la NHLPA jusqu’en 2020. Il agit principalement comme représentant pour la région de l’Est du Canada.
Il a représenté plusieurs joueurs notables, tant sur le plan contractuel que commercial, en les accompagnant dans la négociation de leurs ententes professionnelles et de divers partenariats :
- Carey Price
- Brendan Gallagher
- Alex Tanguay
- Simon Després
- Georges Laraque

Il a notamment négocié le contrat de 5 ans pour 17,5 millions $ signé par Alex Tanguay avec les Flames de Calgary en 2011.  
Il a mis fin à ses activités d’agent en 2021.

## Carrière médiatique
Depuis 2015, David Ettedgui est analyste régulier à la radio montréalaise BPM Sports (anciennement 91.9 Sports). Il participe chaque semaine à des émissions telles que :
- Laraque-Gonzalez
- Le Monde de Georges
- Le Club à Langdeau

Il est reconnu pour son ton direct, son regard critique sur les décisions du Canadien de Montréal et ses analyses précises sur les jeunes espoirs et les dynamiques de repêchage.

## Expertise en repêchage et jeunes espoirs
David Ettedgui est reconnu pour sa couverture annuelle du repêchage de la LNH, avec des analyses publiées bien avant le consensus grand public. En 2024, il anticipe avec justesse la sélection de l’attaquant Ivan Demidov (hockey sur glace) par le Canadiens de Montréal.
Il propose également des analyses prospectives, comme dans son podcast sur les 4 cibles du CH pour le poste de 2e centre.

## Engagement communautaire et distinctions
- Haïti (2010) : Co-organisateur, avec Georges Laraque, d’une levée de fonds de 500 000 $ pour la construction d’un hôpital à Port-au-Prince
- Itinérance à Montréal (2021) : Distribution de 3 200 repas à des personnes en situation d’itinérance[6]

Sur le plan communautaire :
- Président de la Communauté sépharade de Laval (2012–2013)[7]
- Membre du CA de la Confédération sépharade unifiée du Québec (CSUQ) (2012–2013)[7]
- Responsable des finances de la Communauté sépharade de Laval (2009–2010)

## Distinctions et reconnaissance
- Prix Collins Barrow (2013) : décerné par la Chambre de commerce juive de Montréal au meilleur homme d’affaires de moins de 45 ans[8]
- Une salle de jeu à son nom a été inaugurée à l’école secondaire Jean-XXIII de Dorval le 18 décembre 2013[9]

## Apparitions médiatiques
- RDS – L’Antichambre : 15 et 28 octobre 2020 (archivées, non disponibles)
- TSN 690 : Invité dans Montreal Forum le 4 juillet 2019[10]
- BPM Sports : analyste régulier depuis 2015[3]
- Presse écrite : La Presse[2], Journal de Montréal[6], The Canadian Jewish News[7], Hetrik (Slovaquie)[11], MSN[12], The New York Times[13]